# Beniamin Julian
Beniamin Julian FSC, Vicente Alonso Andrés (ur. 27 października 1908 w Jaramillo de la Fuente w prowincji Burgos, zm. 9 października 1934 w Turón; Asturia) – święty Kościoła katolickiego, hiszpański zakonnik, ofiara prześladowań religijnych poprzedzających wybuch hiszpańskiej wojny domowej.
W 1920 roku wstąpił do lasalianów. W zakonie przyjął imiona Beniamin Julian. Pierwsze śluby zakonne złożył 15 maja 1926 roku. Podjął pracę jako nauczyciel w Santiago de Compostela, gdzie zyskał zaufanie rodziców wychowanków do tego stopnia, że kiedy skierowany został do kolegium Zgromadzenia Braci Szkół Chrześcijańskich pod wezwaniem Matki Bożej z Covadonga w Turónie próbowali wpłynąć na zmianę tej decyzji.
Śluby wieczyste złożył 30 sierpnia 1933, a 5 października 1934 roku razem z grupą ośmiu towarzyszy został uwięziony. Przetrzymywani w „domu ludowym” zostali wkrótce rozstrzelani na podstawie wyroku wydanego przez komitet rewolucyjny.
Br. Beniamin Julian beatyfikowany został przez papieża Jana Pawła II 29 kwietnia 1990 r., a kanonizacja odbyła się 21 listopada 1999 r. w  bazylice św. Piotra na Watykanie.
Dniem, w którym wspominany jest w Kościele katolickim jest dzienna rocznica śmierci, 9 października.